# Kleinia anteuphorbium
Kleinia anteuphorbium là một loài thực vật có hoa trong họ Cúc. Loài này được (L.) Haw. mô tả khoa học đầu tiên năm 1812.